# ذي خبج (مذيخرة)

تعديل مصدري - تعديل

ذي خبج محلة تابعة لقرية المزهر، التابعة لعزلة المزهر بمديرية مذيخرة إحدى مديريات محافظة إب في الجمهورية اليمنية، بلغ تعداد سكانها 168 حسب تعداد اليمن لعام 2004.